# International Women's Open 2008
International Women's Open 2008 — тенісний турнір, що проходив на відкритих трав'яних кортах. Це був 34-й за ліком Eastbourne International. Належав до турнірів 2-ї категорії в рамках Туру WTA 2008. Відбувся в Істборні (Англія) і тривав з 16 до 21 червня 2008 року.

## Фінальна частина

### Одиночний розряд
Агнешка Радванська —  Надія Петрова, 6–4, 6–7(11–13), 6–4
- Для Радванської це був 3-й титул за сезоні 4-й - за кар'єру.

### Парний розряд
Кара Блек /  Лізель Губер —   Квета Пешке  /   Ренне Стаббс, 2–6, 6–0, 10–8